# Konstantin Siergiejew
Konstantin Michajłowicz Siergiejew, ros. Константин Михайлович Сергеев (ur. 7 lutego?/20 lutego 1910 w Petersburgu, zm. 1 kwietnia 1992 tamże) – rosyjski tancerz baletowy i choreograf, wieloletni kierownik artystyczny Teatru Opery i Baletu im. S. Kirowa w Leningradzie, Ludowy Artysta ZSRR (1957), wielokrotny laureat Nagrody Stalinowskiej (1946, 1947, 1949, 1951), Bohater Pracy Socjalistycznej (1990).

## Filmografia
- Jezioro Łabędzie (2007) – choreograf
- Karnawał (film telewizyjny z motywami baletu Michaiła Fokina i muzyką Roberta Schumanna) – reżyser
- Jezioro Łabędzie (1968) – reżyser